# Anthopleura
Ne doit pas être confondu avec Arthropleura.
Genre
Anthopleura est un genre d'anémones de mer. Utilisée en neurochirurgie, la toxine APETx2 d'Anthopleura elegantissima se négocie à 600 euros le milligramme.

## Liste des espèces
- Anthopleura africana (Carlgren, 1900)
- Anthopleura anneae Carlgren, 1940
- Anthopleura artemisia (Pickering in Dana, 1846)
- Anthopleura asiatica Uchida et Muramatsu, 1958
- Anthopleura aureoradiata (Stuckey, 1909)
- Anthopleura ballii (Cocks, 1851)
- Anthopleura biscayensis (Fischer, 1874)
- Anthopleura chinensis England, 1992
- Anthopleura dixoniana (Haddon et Shackleton, 1893)
- Anthopleura dowii Verrill, 1869
- Anthopleura elegantissima (Brandt, 1835)
- Anthopleura foxi Carlgren, 1927
- Anthopleura handi Dunn, 1978
- Anthopleura incerta England, 1992
- Anthopleura inconspicua (Hutton, 1878)
- Anthopleura insignis Carlgren, 1940
- Anthopleura japonica Verrill, 1899
- Anthopleura kohli Carlgren, 1930
- Anthopleura krebsi Duchassaing de Fonbressin et Michelotti, 1860
- Anthopleura kurogane Uchida et Muramatsu, 1958
- Anthopleura listeri (Johnson, 1861)
- Anthopleura michaelseni (Pax, 1920)
- Anthopleura midori Uchida et Muramatsu, 1958
- Anthopleura minima (Stuckey et Walton, 1910)
- Anthopleura mortenseni Carlgren, 1941
- Anthopleura mortoni England, 1992
- Anthopleura nigrescens (Verrill, 1928)
- Anthopleura pallida Duchassaing de Fombressin et Michelotti, 1864
- Anthopleura rosea (Stuckey et Walton, 1910)
- Anthopleura sola Pearse et Francis, 2000
- Anthopleura stellula (Hemprich et Ehrenberg in Ehrenberg, 1834)
- Anthopleura thallia (Gosse, 1854)
- Anthopleura varioarmata Watzl, 1922
- Anthopleura xanthogrammica (Brandt, 1835)